# US 15
US 15 (U.S. Route 15) — скоростная автомагистраль, проходящая вдоль восточного побережья США с юга на север по территории пяти штатов. Протяжённость магистрали составляет 1274,13 километра.

## Протяженность
| Штат              | Протяжённость км (миль) |
| ----------------- | ----------------------- |
| Южная Каролина    | 255,21 (158,58)         |
| Северная Каролина | 254,48 (158.13)         |
| Виргиния          | 369,71 (229,73)         |
| Мэриленд          | 61,02 (37,92)           |
| Пенсильвания      | 313,64 (194,89)         |
| Нью-Йорк          | 20,05 (12,46)           |
| Всего             | 1274,13 (791,71)        |

## Крупные города
- Самтер, Южная Каролина
- Дурхем, Северная Каролина
- Фредерик, Мэриленд
- Геттисбург, Пенсильвания
- Гаррисберг, Пенсильвания
- Уильямспорт, Пенсильвания
- Корнинг, Нью-Йорк